# Arrondissement Chalon-sur-Saône
Das Arrondissement Chalon-sur-Saône ist eine Verwaltungseinheit im Département Saône-et-Loire in der französischen Region Bourgogne-Franche-Comté. Hauptort (Unterpräfektur) ist Chalon-sur-Saône.

## Wahlkreise
Im Arrondissement liegen elf Wahlkreise (Kantone) und 142 Gemeinden:
- Kanton Blanzy (mit 3 von 17 Gemeinden)
- Kanton Chagny (mit 20 von 27 Gemeinden)
- Kanton Chalon-sur-Saône-1
- Kanton Chalon-sur-Saône-2
- Kanton Chalon-sur-Saône-3
- Kanton Cluny (mit 9 von 48 Gemeinden)
- Kanton Gergy
- Kanton Givry
- Kanton Ouroux-sur-Saône (mit 8 von 15 Gemeinden)
- Kanton Saint-Rémy
- Kanton Tournus (mit 17 von 31 Gemeinden)

## Gemeinden
Die Gemeinden des Arrondissements Chalon-sur-Saône sind:
| 1. Allerey-sur-Saône (71003)*         | 2. Allériot (71004)                     | 3. Aluze (71005)                      | 4. Barizey (71019)                     |
| 5. Beaumont-sur-Grosne (71026)        | 6. Bey (71033)                          | 7. Bissey-sous-Cruchaud (71034)       | 8. Bissy-sous-Uxelles (71036)          |
| 9. Bissy-sur-Fley (71037)             | 10. Bouzeron (71051)                    | 11. Boyer (71052)                     | 12. Bragny-sur-Saône (71054)           |
| 13. Bresse-sur-Grosne (71058)         | 14. Burnand (71067)                     | 15. Buxy (71070)                      | 16. Cersot (71072)                     |
| 17. Chagny (71073)                    | 18. Chalon-sur-Saône (71076)            | 19. Chamilly (71078)                  | 20. Champagny-sous-Uxelles (71080)     |
| 21. Champforgeuil (71081)             | 22. Change (71085)                      | 23. Chapaize (71087)                  | 24. Charnay-lès-Chalon (71104)         |
| 25. Charrecey (71107)                 | 26. Chassey-le-Camp (71109)             | 27. Châtel-Moron (71115)              | 28. Châtenoy-en-Bresse (71117)         |
| 29. Châtenoy-le-Royal (71118)         | 30. Chaudenay (71119)                   | 31. Cheilly-lès-Maranges (71122)      | 32. Chenôves (71124)                   |
| 33. Clux-Villeneuve (71578)           | 34. Collonge-en-Charollais (71139)      | 35. Cormatin (71145)                  | 36. Crissey (71154)                    |
| 37. Culles-les-Roches (71159)         | 38. Curtil-sous-Burnand (71164)         | 39. Damerey (71167)                   | 40. Demigny (71170)                    |
| 41. Dennevy (71171)                   | 42. Dezize-lès-Maranges (71174)         | 43. Dracy-le-Fort (71182)             | 44. Écuelles (71186)                   |
| 45. Épervans (71189)                  | 46. Étrigny (71193)                     | 47. Farges-lès-Chalon (71194)         | 48. Fley (71201)                       |
| 49. Fontaines (71202)                 | 50. Fragnes-La Loyère (71204)           | 51. Genouilly (71214)                 | 52. Gergy (71215)                      |
| 53. Germagny (71216)                  | 54. Gigny-sur-Saône (71219)             | 55. Givry (71221)                     | 56. Granges (71225)                    |
| 57. Guerfand (71228)                  | 58. Jambles (71241)                     | 59. Jugy (71245)                      | 60. Jully-lès-Buxy (71247)             |
| 61. La Chapelle-de-Bragny (71089)     | 62. La Charmée (71102)                  | 63. Laives (71249)                    | 64. Lalheue (71252)                    |
| 65. Lans (71253)                      | 66. Le Puley (71363)                    | 67. Les Bordes (71043)                | 68. Lessard-le-National (71257)        |
| 69. Longepierre (71262)               | 70. Lux (71269)                         | 71. Malay (71272)                     | 72. Mancey (71274)                     |
| 73. Marcilly-lès-Buxy (71277)         | 74. Marnay (71283)                      | 75. Mellecey (71292)                  | 76. Mercurey (71294)                   |
| 77. Messey-sur-Grosne (71296)         | 78. Montagny-lès-Buxy (71302)           | 79. Montceaux-Ragny (71308)           | 80. Montcoy (71312)                    |
| 81. Mont-lès-Seurre (71315)           | 82. Moroges (71324)                     | 83. Nanton (71328)                    | 84. Navilly (71329)                    |
| 85. Oslon (71333)                     | 86. Palleau (71341)                     | 87. Paris-l’Hôpital (71343)           | 88. Pontoux (71355)                    |
| 89. Remigny (71369)                   | 90. Rosey (71374)                       | 91. Rully (71378)                     | 92. Saint-Ambreuil (71384)             |
| 93. Saint-Bérain-sur-Dheune (71391)   | 94. Saint-Boil (71392)                  | 95. Saint-Cyr (71402)                 | 96. Saint-Denis-de-Vaux (71403)        |
| 97. Saint-Désert (71404)              | 98. Saint-Didier-en-Bresse (71405)      | 99. Sainte-Hélène (71426)             | 100. Saint-Gengoux-le-National (71417) |
| 101. Saint-Germain-lès-Buxy (71422)   | 102. Saint-Gervais-en-Vallière (71423)  | 103. Saint-Gilles (71425)             | 104. Saint-Jean-de-Vaux (71430)        |
| 105. Saint-Léger-sur-Dheune (71442)   | 106. Saint-Loup-de-Varennes (71444)     | 107. Saint-Loup-Géanges (71443)       | 108. Saint-Marcel (71445)              |
| 109. Saint-Mard-de-Vaux (71447)       | 110. Saint-Martin-d’Auxy (71449)        | 111. Saint-Martin-du-Tartre (71455)   | 112. Saint-Martin-en-Bresse (71456)    |
| 113. Saint-Martin-en-Gâtinois (71457) | 114. Saint-Martin-sous-Montaigu (71459) | 115. Saint-Maurice-des-Champs (71461) | 116. Saint-Maurice-en-Rivière (71462)  |
| 117. Saint-Privé (71471)              | 118. Saint-Rémy (71475)                 | 119. Saint-Sernin-du-Plain (71480)    | 120. Saint-Vallerin (71485)            |
| 121. Sampigny-lès-Maranges (71496)    | 122. Santilly (71498)                   | 123. Sassangy (71501)                 | 124. Sassenay (71502)                  |
| 125. Saules (71503)                   | 126. Saunières (71504)                  | 127. Savianges (71505)                | 128. Savigny-sur-Grosne (71507)        |
| 129. Sennecey-le-Grand (71512)        | 130. Sercy (71515)                      | 131. Sermesse (71517)                 | 132. Sevrey (71520)                    |
| 133. Toutenant (71544)                | 134. Varennes-le-Grand (71555)          | 135. Vaux-en-Pré (71563)              | 136. Verdun-Ciel (71566)               |
| 137. Verjux (71570)                   | 138. Vers (71572)                       | 139. Villegaudin (71577)              | 140. Villeneuve-en-Montagne (71579)    |
| 141. Virey-le-Grand (71585)           |                                         |                                       |                                        |

* Zahlen in Klammern sind INSEE-Codes

## Neuordnung der Arrondissements 2017

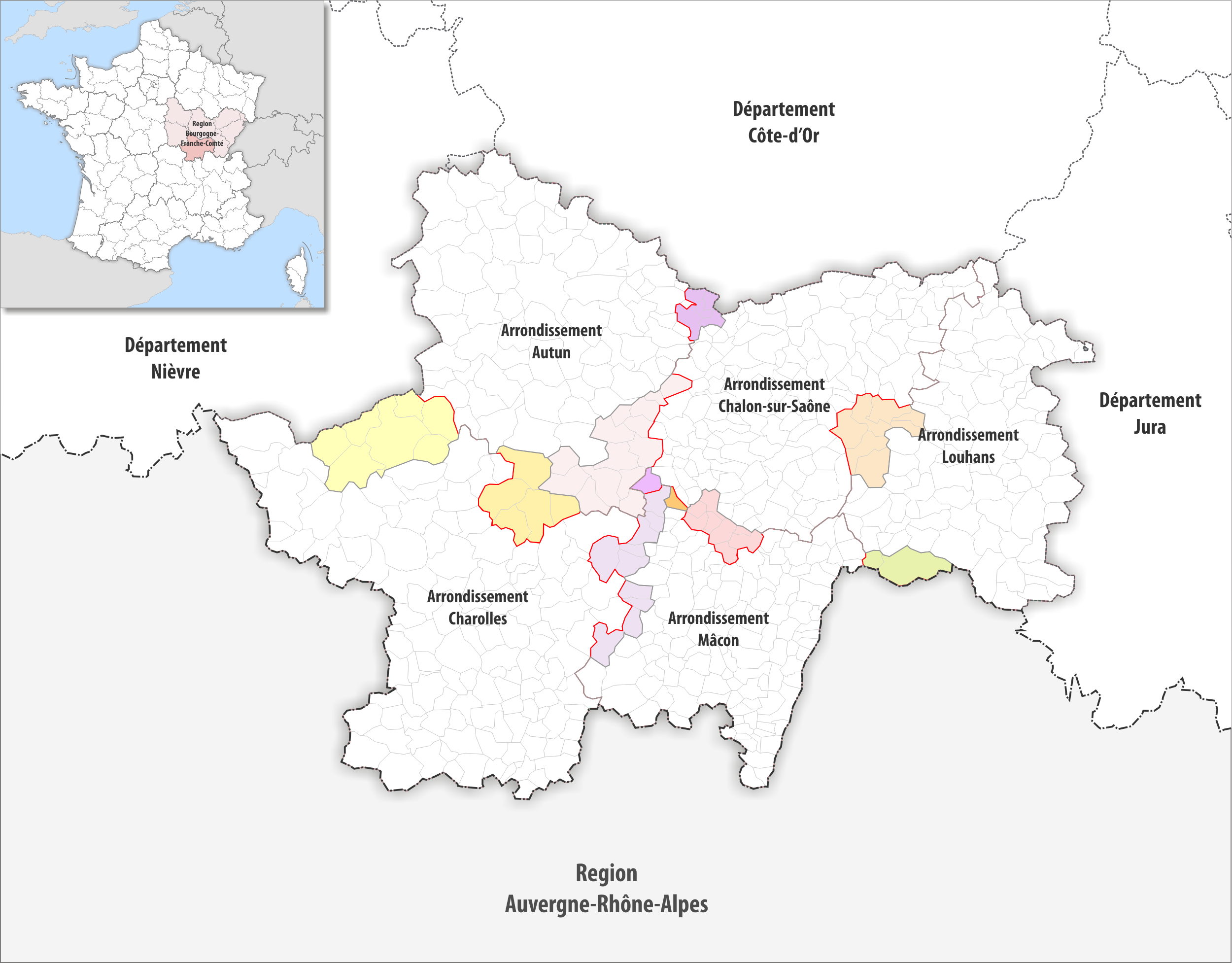
Arrondissementsanpassungen im Jahr 2017

Durch die Neuordnung der Arrondissements im Jahr 2017 wurde aus dem Arrondissement Autun die Fläche der sechs Gemeinden Change, Cheilly-lès-Maranges, Dezize-lès-Maranges, Paris-l’Hôpital, Saint-Sernin-du-Plain und Sampigny-lès-Maranges, aus dem Arrondissement Mâcon die Fläche der acht Gemeinden Bissy-sous-Uxelles, Burnand, Chapaize, Cormatin, Curtil-sous-Burnand, Malay, Saint-Gengoux-le-National und Savigny-sur-Grosne und aus dem Arrondissement Charolles die Fläche der Gemeinde Collonge-en-Charollais dem Arrondissement Chalon-sur-Saône zugewiesen.
Dafür wechselte aus dem Arrondissement Chalon-sur-Saône die Fläche der 14 Gemeinden Écuisses, Gourdon, Marigny, Mary, Montceau-les-Mines, Montchanin, Mont-Saint-Vincent, Morey, Saint-Eusèbe, Saint-Julien-sur-Dheune, Saint-Laurent-d’Andenay, Saint-Micaud, Saint-Romain-sous-Gourdon und Saint-Vallier zum Arrondissement Autun, die Fläche der sieben Gemeinden Baudrières, L’Abergement-Sainte-Colombe, Lessard-en-Bresse, Ouroux-sur-Saône, Saint-Christophe-en-Bresse, Saint-Germain-du-Plain und Tronchy zum Arrondissement Louhans und die Fläche der Gemeinde Saint-Clément-sur-Guye zum Arrondissement Mâcon.

## Ehemalige Gemeinden seit der landesweiten Neuordnung der Kantone
bis 2024: Ciel, Verdun-sur-le-Doubs
bis 2015: Fragnes, La Loyère